# Ctenophorus decresii
Ctenophorus decresii — вид ігуаноподібних ящірок родини агамових (Agamidae). Ендемік Австралії.

## Поширення й екологія
Ctenophorus decresii мешкають у горах Маунт-Лофті і Фліндерс у Південній Австралії, а також на острові Кенгуру. Вони живуть у скелястих місцевостях.